# Rolleov teorem
Rolleov teorem je jedan od najvažnijih teorema diferencijalnog računa, a iskaz glasi:
ako je funkcija {\displaystyle f} neprekidna na zatvorenom intervalu {\displaystyle [a,b]}, derivabilna na otvorenom intervalu {\displaystyle (a,b)} i ako vrijedi {\displaystyle f(a)=f(b)}, tada postoji točka {\displaystyle c\in (a,b)} takva da je {\displaystyle f'(c)=0.}
Teorem je 1691. dokazao francuski matematičar Michel Rolle, iako ga je iskazao još indijski matematičar Bhaskara II. u 12. stoljeću.
Zanimljivo je da se Rolleovim teoremom može dokazati i poznati teorem o međuvrijednostima, iako se najčešće interpretira kao poseban slučaj tog teorema.

## Dokaz
Razlikujemo dva slučaja. 
Ako je funkcija {\displaystyle f} konstantna na intervalu {\displaystyle [a,b]}, odnosno {\displaystyle f(x)=k}, {\displaystyle \forall x\in [a,b]}, tada je {\displaystyle f'(x)=0}, {\displaystyle \forall x\in (a,b)} pa je teorem dokazan. 
Ako {\displaystyle f} nije konstantna, tada ona poprima svoju najveću ili najmanju vrijednost na intervalu {\displaystyle (a,b)} u nekoj točki {\displaystyle c\in (a,b)} pa tvrdnja slijedi iz Fermatovog teorema.